# Photorhabdus
Genre
Photorhabdus est un genre de bacilles Gram négatifs (BGN) de la famille des Morganellaceae. Son nom, construit sur les racines grecques phos, photos (φῶς, φωτός : lumière) et rhabdos (ῥάβδος,-ου : baguette, bâton), peut se traduire littéralement par « bacille lumineux ». Il fait référence à la bioluminescence observée chez la plupart des espèces du genre et en particulier chez son espèce type Photorhabdus luminescens.

## Liste d'espèces
Selon la LPSN (20 octobre 2022) :
- Photorhabdus aegyptia Machado et al. 2021
- Photorhabdus akhurstii (Fischer-Le Saux et al. 1999) Machado et al. 2018
- Photorhabdus asymbiotica Fischer-Le Saux et al. 1999
- Photorhabdus australis (Akhurst et al. 2004) Machado et al. 2018
- Photorhabdus bodei Machado et al. 2018
- Photorhabdus caribbeanensis (Tailliez et al. 2010) Machado et al. 2018
- Photorhabdus cinerea (Tóth & Lakatos 2008) Machado et al. 2018
- Photorhabdus hainanensis (Tailliez et al. 2010) Machado et al. 2018
- Photorhabdus heterorhabditis Ferreira et al. 2014
- Photorhabdus hindustanensis Machado et al. 2021
- Photorhabdus kayaii (Hazir et al. 2004) Machado et al. 2018
- Photorhabdus khanii (Tailliez et al. 2010) Machado et al. 2018
- Photorhabdus kleinii (An & Grewal 2011) Machado et al. 2018
- Photorhabdus laumondii (Fischer-Le Saux et al. 1999) Machado et al. 2018
- Photorhabdus luminescens (Thomas & Poinar 1979) Boemare et al. 1993 – espèce type
  - Photorhabdus luminescens subsp. luminescens (Thomas & Poinar 1979) Fischer-Le Saux et al. 1999
  - Photorhabdus luminescens subsp. mexicana Machado et al. 2019
- Photorhabdus namnaonensis (Glaeser et al. 2017) Machado et al. 2018
- Photorhabdus noeniputensis (Ferreira et al. 2013) Machado et al. 2018
- Photorhabdus stackebrandtii (An & Grewal 2011) Machado et al. 2018
- Photorhabdus tasmaniensis (Tailliez et al. 2010) Machado et al. 2018
- Photorhabdus temperata Fischer-Le Saux et al. 1999
- Photorhabdus thracensis (Hazir et al. 2004) Machado et al. 2018